# Taniec wśród mieczów
Taniec wśród mieczów – obraz olejny polskiego malarza akademickiego Henryka Siemiradzkiego.
Pierwsza wersja obrazu pochodzi z 1879 roku. Połączenie elementów mitologicznych, scen cezariańsko-chrześcijańskich i aktu w pracach artysty przysporzyło mu dużą popularność. Z tego powodu Siemiradzki namalował m.in. cztery wersje Tańca wśród mieczów. Najbardziej znana wersja z 1881 roku znajduje się w moskiewskim muzeum sztuki rosyjskiej, gdzie jest eksponowana jako dzieło rosyjskiego malarza. Trzy pozostałe mniejsze wersje znajdują się w kolekcjach prywatnych; najmniejsza jego wersja z 1898 roku znajduje się w prywatnej kolekcji w Polsce. Wersje różnią się od siebie szczegółami martwej natury.  

## Opis obrazu
Obraz przedstawia nagą kobietę, wykonującą taniec pomiędzy sześcioma wbitymi na sztorc w ziemię krótkimi rzymskimi mieczami. Akompaniuje jej kobiecy tercet. Tańcowi przygląda się sześciu wypoczywających mężczyzn, raczących się winem chłodzonym w uwiecznionej w prawym dolnym rogu obrazu sadzawce. Cała scena rozgrywa się na ocienionym drzewami tarasie rzymskiej willi, z którego roztacza się widok na półkole zatoki, otoczonej łagodnie schodzącymi górskimi szczytami. Uwieczniony na obrazie krajobraz może przedstawiać okolice Taorminy na Sycylii, gdzie Siemiradzcy często spędzali letni urlop. Na płótnie wyraźnie widoczne są jasne plamy świetlne, pochodzące od prześwitujących spomiędzy gałęzi drzew promieni słonecznych. Artysta starannie odtworzył także detale botaniczne.
Ówczesna krytyka była zachwycona obrazem, doceniając bogatą paletę kolorów. Pod wielkim wrażeniem Tańca wśród mieczów był Henryk Sienkiewicz, komentując obraz takimi słowami:

Nikt tak nie maluje tego ruchu promieni słonecznych jak Siemiradzki. (...) Gdyby to płótno było tylko krajobrazem, gdyby żadna istota ludzka nie ożywiała ciszy i pustki – nawet wówczas byłoby arcydziełem. (...) Naga dziewczyna nie budzi żądz, ale napełnia dusze widzów uwielbieniem dla boskiego swego ciała, dla słodkiej plastyki ruchów.

Wartość płótna doceniał również Stanisław Ignacy Witkiewicz, wypowiadający się skądinąd niepochlebnie o twórczości Siemiradzkiego.

## Proweniencja
W 2011 roku, na rosyjskiej aukcji zorganizowanej przez dom aukcyjny Sotheby’s w Nowym Jorku, jedna z wersji z 1887 roku namalowana w Rzymie z kolekcji Eugene’a Slotkowskiego, została sprzedana za 2 miliony 98 tysięcy 500 dolarów. Obraz pierwotnie należał do nowojorskiego przemysłowca i kolekcjonera Francisa O. Matthiessena. W 1901 roku, po śmierci mecenasa, płótno zostało sprzedane na aukcji. W 1968 roku zakupił je Eugene Slotkowski z Chicago. Ponownie na aukcje obraz trafił w 2009 roku za szacunkową kwotę 300–500 tysięcy dolarów i jako dzieło pochodzące z warsztatu Siemiradzkiego. Obraz nie został zakupiony i dopiero w 2011 roku, już jako samodzielne płótno Henryka Siemiradzkiego z estymacją 600–800 tysięcy dolarów, znalazło nabywcę.  

## Wersje
| Nr | Tytuł                | Czas powstania | Technika i wymiary            | Miejsce przechowywania | Ilustracja |
| -- | -------------------- | -------------- | ----------------------------- | ---------------------- | ---------- |
| 1. | Taniec wśród mieczów | 1881           | olej na płótnie 120 x 225 cm  | Galeria Trietiakowska  |            |
| 2. | Taniec wśród mieczów | 1881           | olej na płótnie 56,5 x 102 cm | kolekcja prywatna      |            |
| 3. | Taniec wśród mieczów | 1887           | olej na płótnie 77 x 155 cm   | kolekcja prywatna      |            |
| 4. | Taniec wśród mieczów | koniec XIX w.  | olej na płótnie               | dzieło utracone        |            |